# ليما

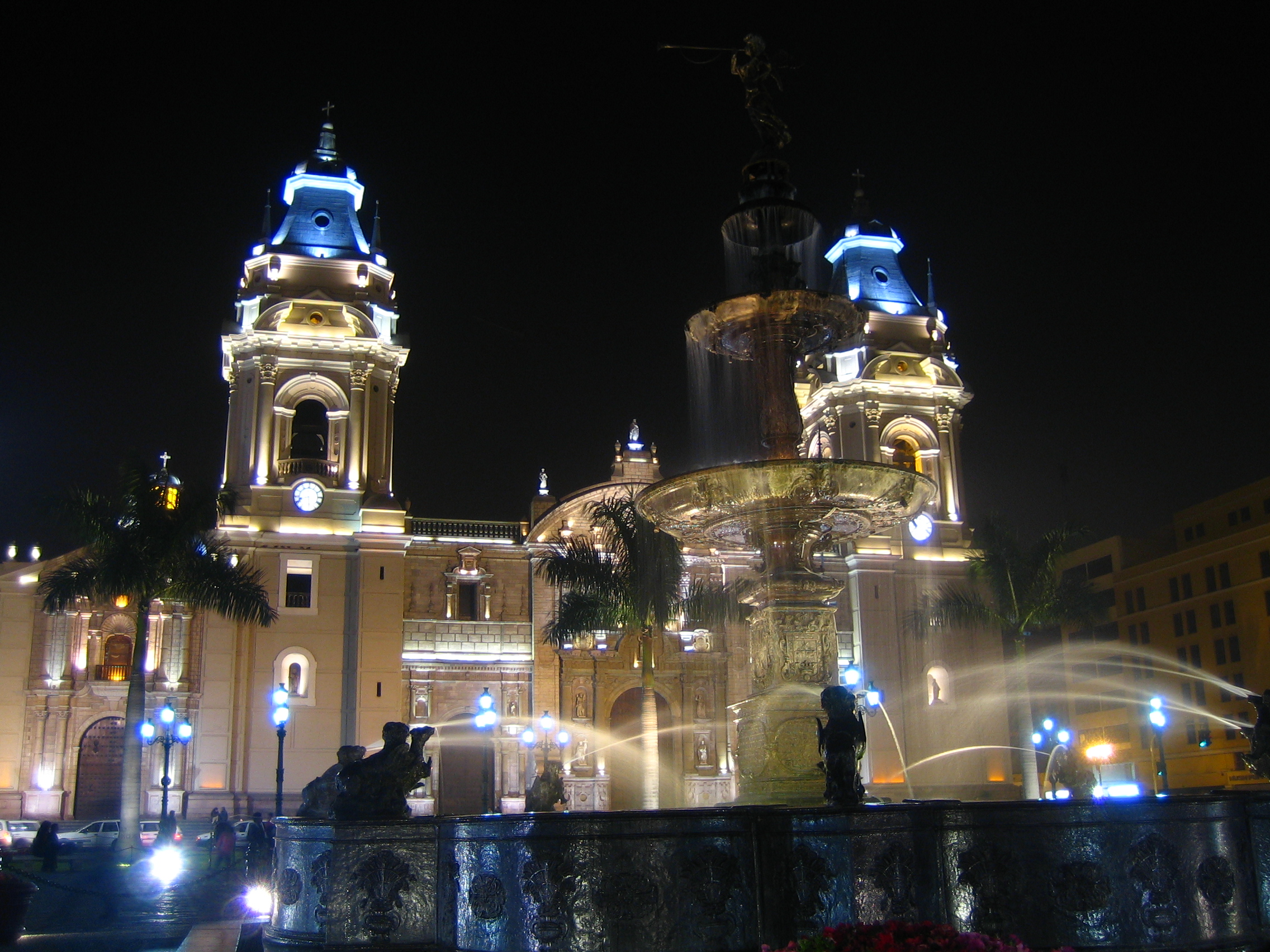
كاتدرائية ليما

ليما هي عاصمة جمهورية بيرو وأكبر مدنها. وهي المركز الثقافي والاقتصادي والصناعي للبلاد ومحور المواصلات فيها. تقع المدينة بين أنهار تشيلون وريماك ولورين. وبتعدادها الذي يقارب 9 ملايين نسمة، فإن ليما هي المدينة الخامسة في أمريكا اللاتينية، بعد مكسيكو سيتي، ساو باولو، بوينس آيرس وريو دي جانيرو. وهي في طريقها لأن تكون مدينة عالمية.
أسس ليما الكونكيستدور الإسباني فرانسيسكو بيسارو في 18 يناير 1535، وسماها مدينة الملوك (بالإسبانية: La Ciudad de los Reyes). ثم أصبحت عاصمة وأهم مدن التاج الإسباني في بيرو. وبعد حرب استقلال بيرو أصبحت ليما عاصمة جمهورية بيرو.
بقيت ليما لثلاث قرون أهم تجمع حضري في قارة أمريكا الجنوبية.
ويعيش في ليما وضواحيها 8,380,000 نسمة (حسب تعداد 2007)، أي ثلث سكان البلاد
ويشكل الإنتاج الصناعي للمدينة حوالي ثلثي الإجمالي الصناعي للبلاد.

## أصل الكلمة
تقول السجلات التاريخية الإسبانية أن ليما كانت يسميها السكان الإصليون في الماضي Itchyma. لكن حتى قبل استقرار إمبراطورية الإنكا فيها في القرن الخامس عشر، كانت هناك دار كهانة شهيرة في وادي ريماك يعرف الزوار باسم limaq (التي تعني «المتكلم» في لغة كيشوا الساحلية). ثم دمرها الإسبان في النهاية واستبدلوها بكنيسة، لكن ظل الاسم كما هو باللغة المحلية. ولذلك تذكرها السجلات الإسبانية باسم "Límac" بدلاً من "Ychma" كاسم شائع لتلك المنطقة.

## التاريخ
في العصر قبل الكولومبي، سكنت بعض المجموعات الأمريكية الأصلية ما يسمى الآن بمدينة ليما في دولة Ychsma والتي أضيفت فيما بعد لإمبراطورية إنكا في القرن الخامس عشر.
في 1532 قامت مجموعة من الكونكيستدور الإسبان بقيادة فرانسيسكو بيسارو باحتلال إمبراطورية الإنكا وهزيمة الملك أتاوالبا، فعينت الإمبراطورية الإسبانية فرانسيسكو بيسارو حاكماً على الأراضي التي احتلها، الذي اختار وادي ريماك لتأسيس عاصمته التي أسماها مدينة الملوك (بالإسبانية: Ciudad de los Reyes) في 18 يناير 1535. في أغسطس 1536، حاصرت قوات مانكو إنكا يوبانكي (بالإسبانية: Manco Inca Yupanqui) المدينة الجديدة، لكن الإسبان وحلفاءهم المحليين هزموا متمردي الإنكا.
في السنوات القليلة التي تلت ذلك، صارت لمدينة ليما هيبتها إذ أصبحت في عام 1543 عاصمة مقاطعة التاج الإسباني بيرو (بالإسبانية: Virreinato del Perú) ومقر محكمة الاستئناف Real Audiencia.
وفي خلال القرن التالي ازدهرت ليما كمركز لشبكة كثيفة من التجارة التي ربطت المقاطعة بالأمريكتين وأوروبا والشرق الأقصى.
وعلى الرغم من ذلك، فإن المدينة لم تكن خالية من الأخطار؛ إذ دمرت الزلازل القوية معظم المدينة في 1687.
وقد شكل وجود القراصنة وسفنهم في المحيط الهادي تهديداً ثانياً، مما أدى إلى بناء أسوار مدينة ليما فيما بين 1684 و1687.
ولقد كان زلزال عام 1687 نقطة تحول في تاريخ مدينة ليما لتزامنه مع الركود في التجارة والمنافسة الاقتصادية مع مدن أخرى مثل بوينس آيرس.
في عام 1746، أحدث زلزال قوي أضراراً بالغةً بالمدينة ودمر كالاو (بالإنجليزية: Callao)، مما أدى إلى جهود هائلة لإعادة إعمار في عهد خوسيه أنطونيو ماسو (بالإسبانية: José Antonio Manso de Velasco).
وفي النصف الثاني من القرن الثامن عشر، شكلت أفكار التنوير في الصحة العامة والتحكم الاجتماعي تطور المدينة. وفي تلك الفترة، تأثرت ليما سلباً بتشريعات التاج الإسباني، وفقدت احتكارها للتجارة الخارجية ومنطقة التعدين الهامة في بيرو العليا.
فجعل الانحدار الاقتصادي رفعة المدينة معتمدة على المناصب الملكية والكنسية، مما دعا إلى الاستقلال.
ثم حاولت مجموعة مكونة من الوطنيين الأرجنتيين والتشيليين تحت قيادة خوسيه دي سان مارتان الاستقرار في ليما عام 1820 لكنهم لم يهاجموا المدينة.
فقوبلوا بالمواجهة البحرية والمقاتلة على الأرض، فاضطر خوسيه لإخلاء المدينة في يوليو 1821 لحماية الجيش الملكي. ثم دخل خوسيه المدينة بدعوة وطلب خاص من رئيس مجلس المدينة لتوقيع إعلان الاستقلال، وذلك لخوف رئيس مجلس المدينة من انتفاضة شعبية ولعدم قدرته على فرض النظام. لكن الحرب لم تنته، واستمرت الابتزازات بين الفريقين لمدة عامين.

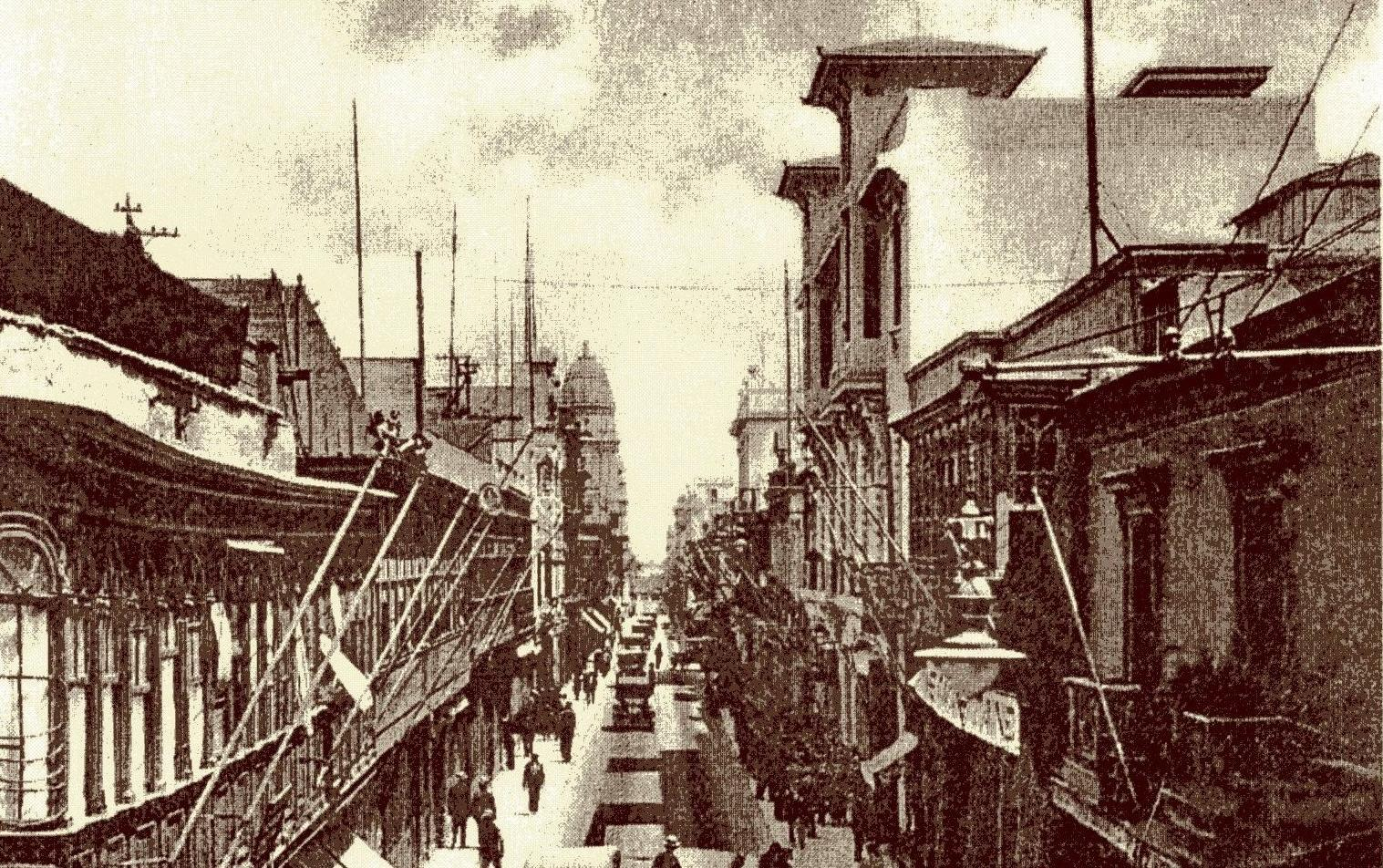
شارع الاتحاد في الثلاثينيات، من أهم الشوارع في ليما

بعد حرب الاستقلال، أصبحت ليما عاصمة جمهورية بيرو، لكن الركود الاقتصادي والاضطراب السياسي أوقفا التنمية الحضارية. انتهت هذه الفجوة في الخمسينيات، عندما زادت عائدات تصدير ذرق الطيور حكومياً وفي القطاع الخاص، مما أدى إلى توسع كبير للمدينة.
أدى ذلك التصدير إلى التوسع الاقتصادي وكذلك إلى زيادة الفجوة بين الأغنياء والفقراء، مما زاد الاضطراب الاجتماعي.
في أثناء حرب المحيط الهادئ (1879-1884) (1879-1883)، احتلت القوات التشيلية ليما، ونهبت المتاحف والمكتبات العامة والمعاهد العلمية.
وفي نفس الوقت، هاجم الغوغاء المواطنين الأغنياء والسكان الأسيويين؛ لنهب أملاكهم وأعمالهم. ثم بعد الحرب، دخلت المدينة عملية تجديد وتوسعة من تسعينيات القرن التاسع عشر وحتى عشرينيات القرن التاسع عشر. وفي أثناء هذه الفترة، تغير الشكل المدني للمدينة بإنشاء الطرق الكبيرة التي تربط المدينة ببعضها وبالمدن المجاورة.
في 1940، دمر زلزل كبير معظم المدينة، التي كان معظمها مبنياً وقتذاك بالطوب والقش. وفي الأربعينيات بدأت ليما تطوراً سريعاً حفز الهجرة من مناطق الأنديز في بيرو إلى ليما؛ لأن الريفيين بحثوا عن فرص عمل وتعليم أفضل. فوصل تعداد السكان -الذي كان يقدر في 1940 بـ 0.6 مليون نسمة- إلى 1.9 مليون في 1960 ثم إلى 4.8 مليون في 1980.
في بداية هذه الفترة، اقتصرت المساحة العمرانية على مساحة مثلثة يحدها المركز التاريخي وكالاو وضاحية كوريلوس (بالإنجليزية: Chorrillos). وفي العقود التالية لذلك توسعت المستوطنات في اتجاه الشمال، خلف نهر ريماك، وإلى الغرب بطول الطريق السريع المركزي، وإلى الجنوب. قاد المهاجرون، الذين اكتفوا في البداية بعشوائيات وسط المدينة، اجتياحاً واسعاً للأراضي، التي تطورت إلى مدن الصفيح المحيطة بليما، والتي يعرفها السكان باسم pueblos jóvenes.

## الجغرافيا

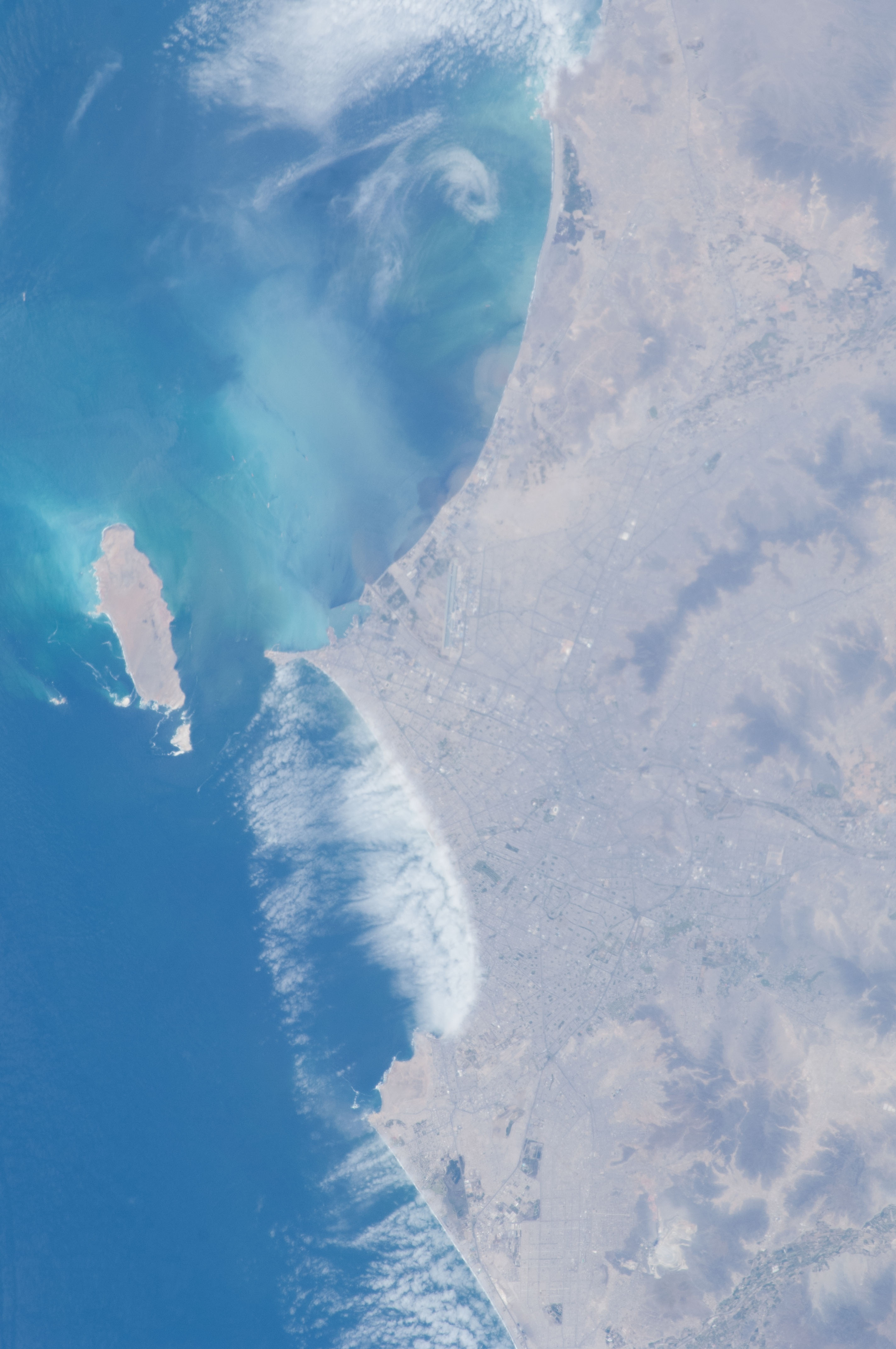
ليما من محطة الفضاء الدولية.

## المناخ

متوسطات درجات الحرارة من مطار ليما الدولي.

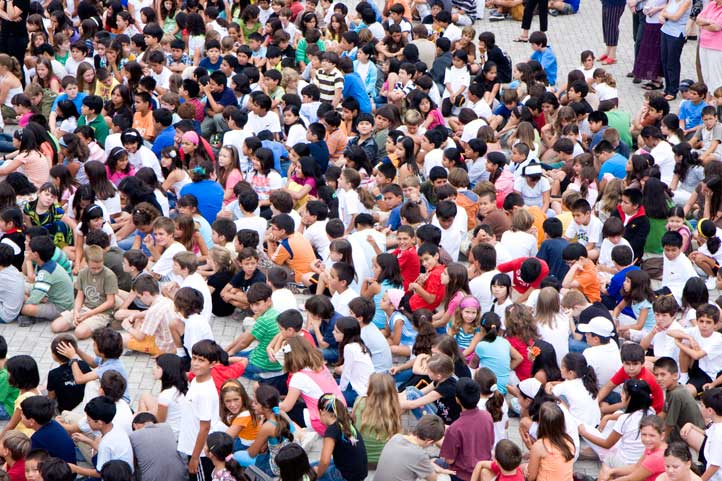
طلاب في مدرسة ابتدائية في Santiago de Surco

## السكان
حسب تعداد 2007، يسكن بلدية ليما 7,605,743 نسمة، و8,472,935 نسمة للتجمع الحضري ككل، وتبلغ كثافة السكان 3,008.8 نسمة للكيلومتر المربع (7,793 لكل ميل مربع).
وتحتل بذلك الترتيب 27 على العالم في التكتل السكاني.
تعداد السكان هو تشكيلة متنوعة من الأعراق. المستيزو من أحفاد الأمريكيين الأصليين والأوروبيين (وغالباً الإسبان) هي المجموعة العرقية الأكبر.
يليها البيروفيون الأوروبيون، وينحدر العديد منهم من أصول إسبانية أو إيطالية، والبعض ينحدرون من أصول فرنسية، بريطانية، ألمانية أو كرواتية.
يلي ذلك مجموعة المنحدرين من أصول الهنود الأمريكان (غالياً أيمار أو كيشوا).
البيروفيون-الأفريقيون، الذين أتى تم جلب أجدادهم إلى المنطقة كعبيد هم أيضاً من المجموعات العرقية في المدينة.
يوجد أيضاً بعض اليهود من أصول أوروبية وشرق أوسطية.
يشكل أيضاً الأسيويون رقما كبيراً من التعداد السكاني، وخاصة ذوي الأصول الصينية واليابانية، الذين جاء أغلب أجدادهم في القرنين التاسع عشر والقرن العشرين. ويوجد في ليما أكبر عدد من السكان الصينيين في أمريكا اللاتينية.
من مشاهير ليما:
- بيلينجورست أنجولو: تولى منصب عمدة ليما بين عامي 1909 و1910. وعين رئيساً للجمهورية في سبتمبر 1912، وانتهى حكمه بانقلاب عسكري في فبراير 1914
- آلن غارسيا: ولد في 23 مايو 1949 في ليما، وكان رئيس بيرو من 1985 إلى 1990 وأعيد انتخابه من جديد في 4 يونيو 2006

## الاقتصاد
ليما هي المركز الصناعي والمالي لبيرو، وهي مقر العديد من الشركات الوطنية. وفيها أكثر من ثلثي إنتاج بيرو الصناعي
وغالبية القطاع الخدمي.
تتقدم المنطقة السكنية، والتي تحتوي على حوالي 7000 مصنع،
التطور الصناعي للمدينة، وذلك بفضل كمية وجودة العمالة المتاحة والبنية التحتية الرخيصة والطرق الجيدة في المدينة. ومن أهم الصناعات فيها صناعة الملابس والمنسوجات والأطعمة.
وأيضاً صناعة الكيماويات والأسماك والجلود ومشتقات البترول. ويقع الحي المالي في حي سان إيسيديرو، بينما يقوم معظم النشاط الصناعي في المنطقة التي تمتد من غرب وسط المدينة وحتى المطار في كالاو. وفي ليما أكبر كمية تصدير في أمريكا الجنوبية، وهي مركز لصناعة الشحن في المنطقة.
بدأ ترسخ الصناعة في ليما فيما بين الثلاثينيات والخمسينيات، وذلك عبر سياسات إحلال الواردات. وفي 1950، كانت الصناعة تشكل 14% من الإنتاج القومي. وفي أواخر الخمسينيات كانت تنتج حوالي 70% من سلع المستخدم في مصانع بيروفية، وغالباً في ليما.
يعتبر ميناء كالاو البحري واحداً من موانئ التجارة وصيد الأسماك الرئيسية في أمريكا الجنوبية؛ إذ تستخدمه 75% من واردات بيرو و25% من صادراتها كنقطة خروج ودخول من وإلى البلد.
الصادرات الرئيسية التي يتم تصديرها من ميناء كالاو هي الزيت والصلب والفضة والزنك والقطن والسكر والقهوة.

## المجتمع والثقافة
الثقافة في ليما متأثرة إلى حد كبير بثقافات أوروبا والإنديز وأفريقيا وآسيا، فليما هي بوتقة انصهرت فيها الحضارات بسبب الاستعمار والهجرة والأمريكيين الأصليين. ولقد تم إعلان مركز ليما التاريخي كأحد مواقع التراث العالمي في 1988.

## اللغة
يتحدث سكان بيرو لغة إسبانية خاصة بالمنطقة الساحلية في بيرو (بالإنجليزية: Peruvian Coast Spanish).

## المطبخ
يعتبر مطبخ ليما من أفضل المطابخ في العالم، ولذا تلقب المدينة بلقب عاصمة التذوق في الأمريكتين. ذوق ليما في الطبخ هو خليط من العادات الإسبانية والأنديز والآسيوية في الطبخ.

## الرياضة
يوجد في مدينة ليما تشكيلة من ملاعب كرة القدم والكرة الطائرة وكرة السلة، والعديد من هذه الملاعب موجود في أندية خاصة.
وتشتهر بين الليميين رياضة الفرونتون (بالإنجليزية: fronton)، وهي رياضة مضارب تشبه الإسكواش اخترعت في ليما.
تحوي المدينة المراكز الرئيسية لسبع ملاعب جولف دولية.
تعتبر الفروسية من الرياضات الشهيرة وتوجد مسارات سباق الخيل في العديد من الأندية الخاصة.
لكن كرة القدم هي اللعبة الأكثر شيوعا في ليما ويوجد العديد من الأندية الاحترافية في المدينة.
من الملاعب والأندية في ليما:
- ملعب ليما الوطني
- النادي الجامعي دي بيرو: وفيه الملعب الأثري
- نادي أليانزا ليما لكرة القدم: وفيه ملعب أليخاندرو فيانويفا
- نادي Sporting Cristal لكرة القدم
- نادي Universidad San Martín de Porres لكرة القدم
- نادي Club de Regatas Lima لكرة القدم
- نادي Real Club Lima للكرة الطائرة وكرة السلة

## التعليم

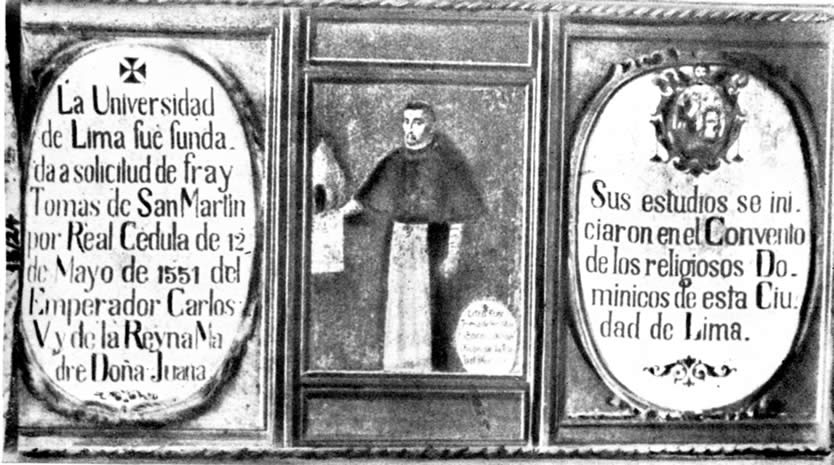
لوحة جدارية عن تأسيس جامعة سان ماركوس الوطنية في 12 مايو 1551

توجد في ليما أكبر كثافة من جامعات ومعاهد ومدارس التعليم العالي في القارة، وفيها مدارس معروفة دولياً. دولة بيرو هي من أكثر دول أمريكا الجنوبية تعلماً.
من جامعات ليما:
- جامعة سان ماركوس الوطنية: أقدم مؤسسة تعليم عالي في العالم الجديد، تأسست في 12 مايو 1551.[25]
- الجامعة الوطنية للهندسة (بالإسبانية: Universidad Nacional de Ingeniería أو UNI): أنشئت في 1876 على يد المهندس البولندي Eduardo de Habich، وهي أهم مدرسة للهندسة في الدولة.
- Universidad Nacional Federico Villarreal: ثاني أكبر جامعة في الدولة
- جامعة لا مولينا الوطنية للزراعة (بالإسبانية: Universidad Nacional Agraria La Molina): التي درس فيها الرئيس السابق ألبرتو فوجيموري
- جامعة كالاو الوطنية (بالإسبانية: Universidad Nacional del Callao)

الجامعات الخاصة:
- الجامعة البابوية الكاثوليكية في بيرو نسخة محفوظة 13 ديسمبر 2006 على موقع واي باك مشين. (بالإسبانية: Pontificia Universidad Católica del Perú): تأسست في 1917، وهي أقدم الجامعات الخاصة
- جامعة ليما (بالإسبانية: Universidad de Lima)
- جامعة كايتانو هيريديا نسخة محفوظة 18 ديسمبر 2005 على موقع واي باك مشين. (بالإسبانية: Universidad Peruana Cayetano Heredia)
- جامعة الجنوب العلمية نسخة محفوظة 26 أغسطس 2017 على موقع واي باك مشين. (بالإسبانية: UCSUR Universidad Cientifica del Sur)
- Universidad San Ignacio de Loyola

## العلاقات الدولية
ليما هي توأمة المدن التالية:
| - القاهرة، مصر. - لوس انجلوس، الولايات المتحدة الأمريكية. - نيويورك، الولايات المتحدة الأمريكية. - ميامى، الولايات المتحدة الأمريكية. - كليفلاند، الولايات المتحدة الأمريكية. - بيونس ايرس، الأرجنتين. - ساو باولو، البرازيل. - مدينة مكسيكو، المكسيك. - أوستن، الولايات المتحدة الأمريكية. - بكين، الصين. | - مانيلا، الفلبين. - بوغوتا، كولومبيا. - مدريد، إسبانيا. - بسكارا، إيطاليا. - بوردو، فرنسا. - أريكويبا، بيرو. - كارديف، المملكة المتحدة. - تيجوسي جالبا، هندوراس. - مونتريال، كندا. - غوادالاخارا، المكسيك. |

## معرض الصور

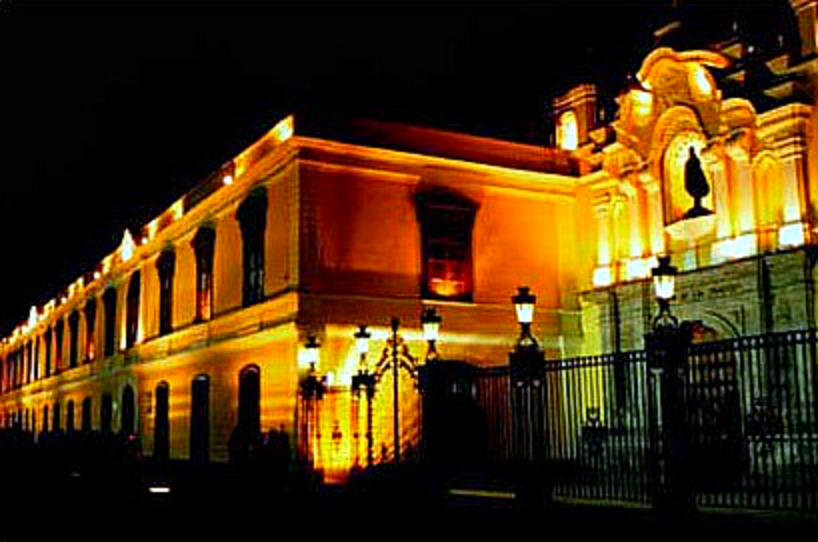
Casona de la Universidad Mayor de San Marcos
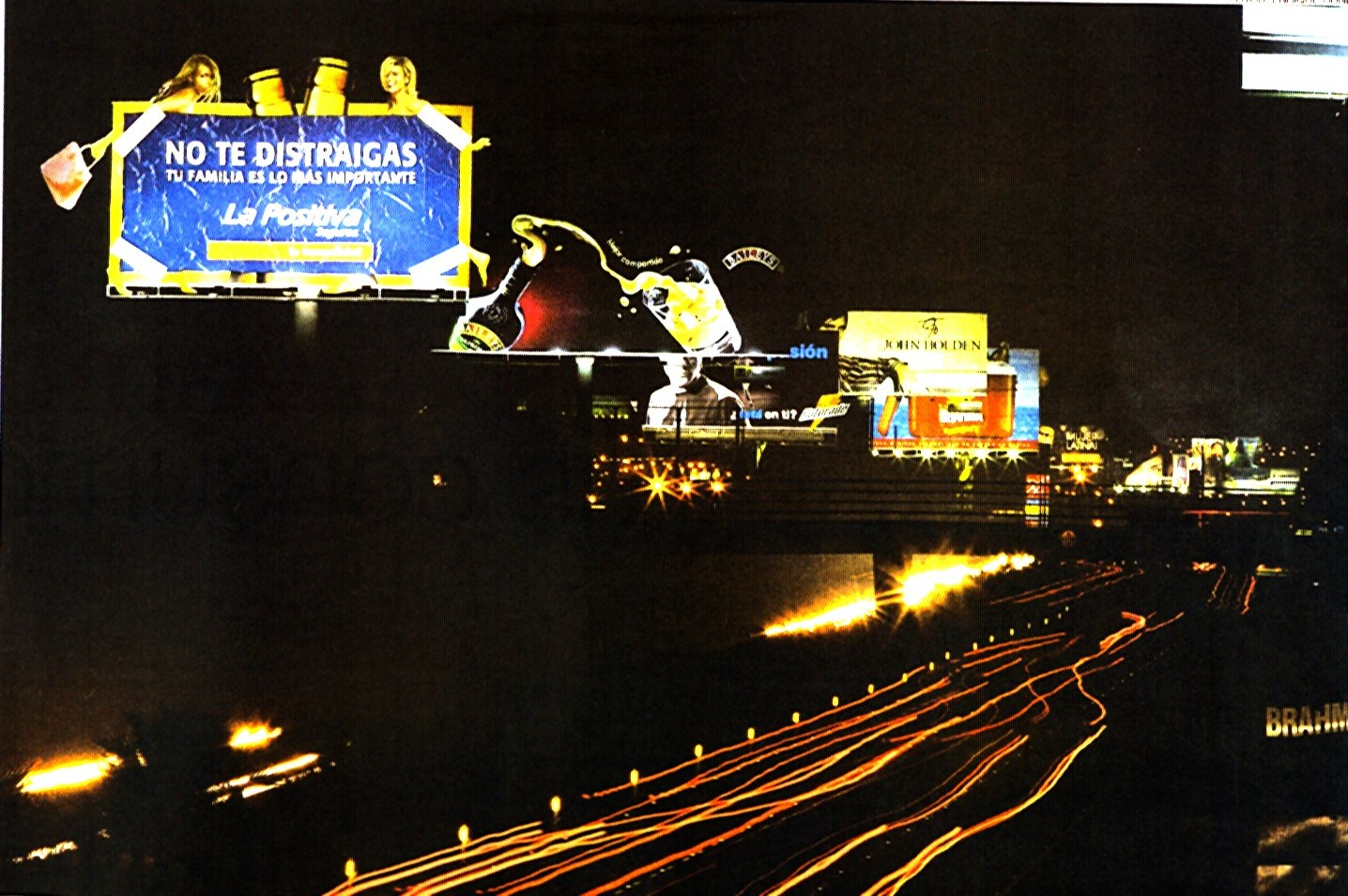
Panamericana Sur
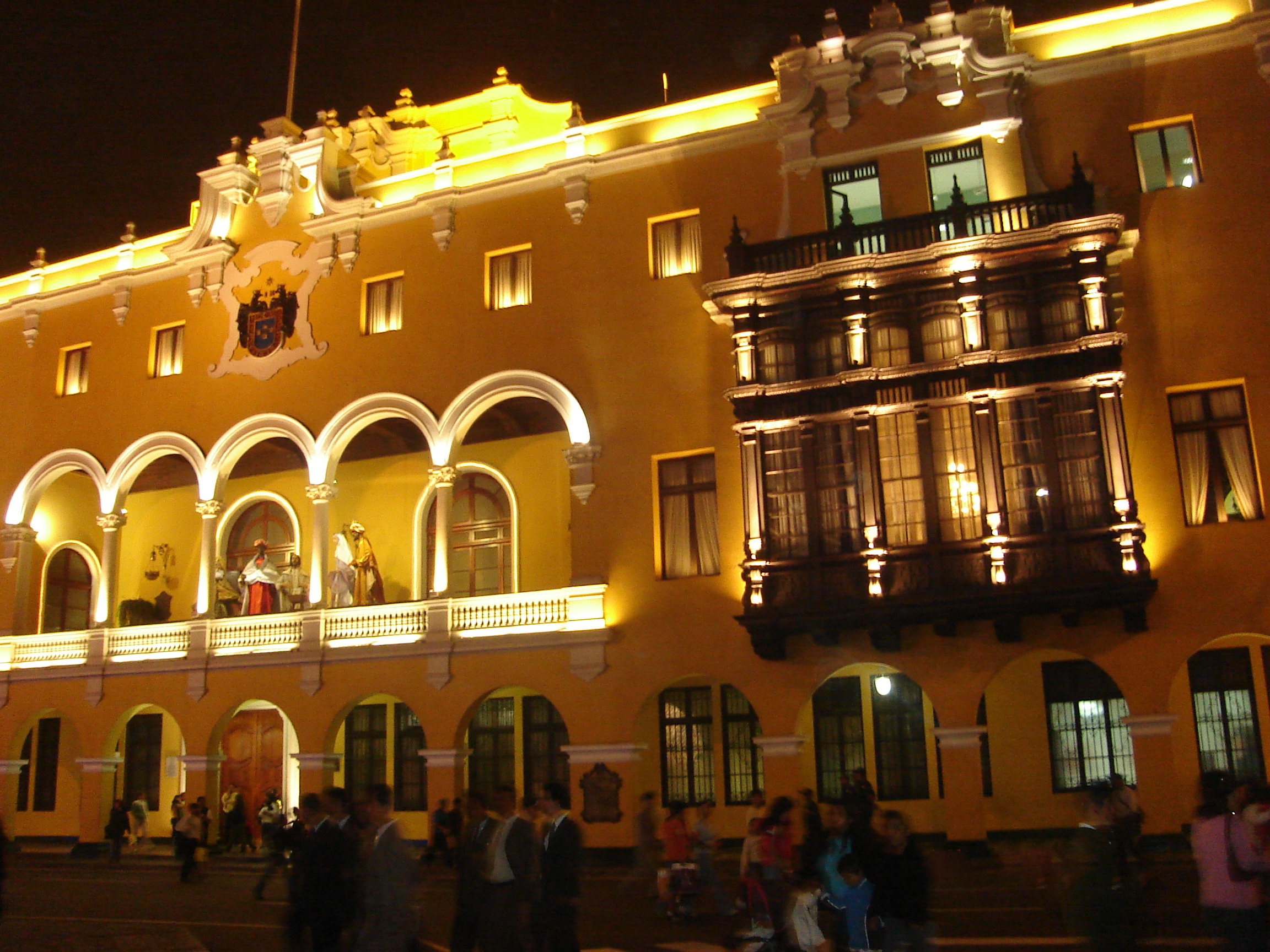
Municipalidad Metropolitana de Lima
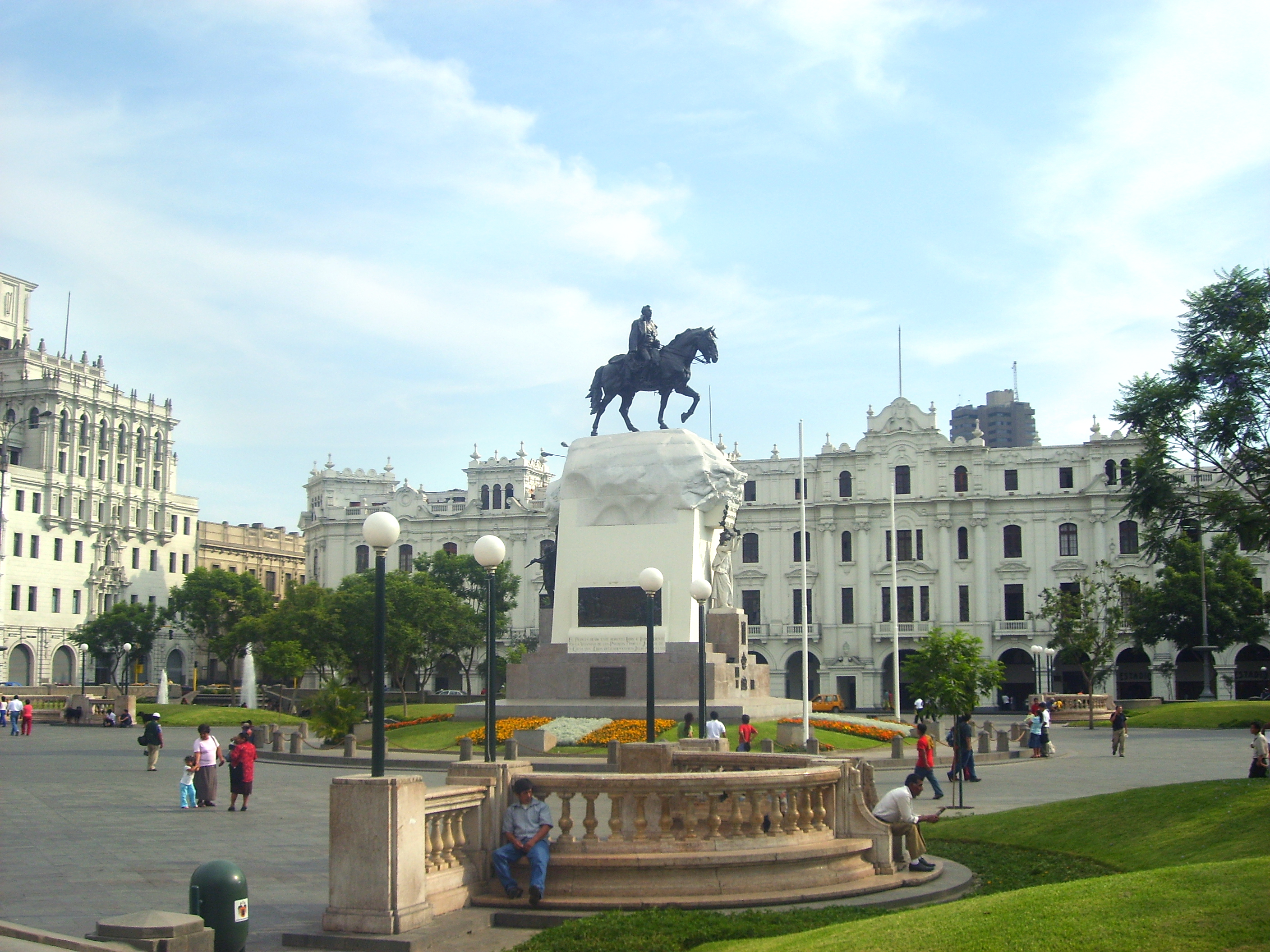
Plaza San Martín
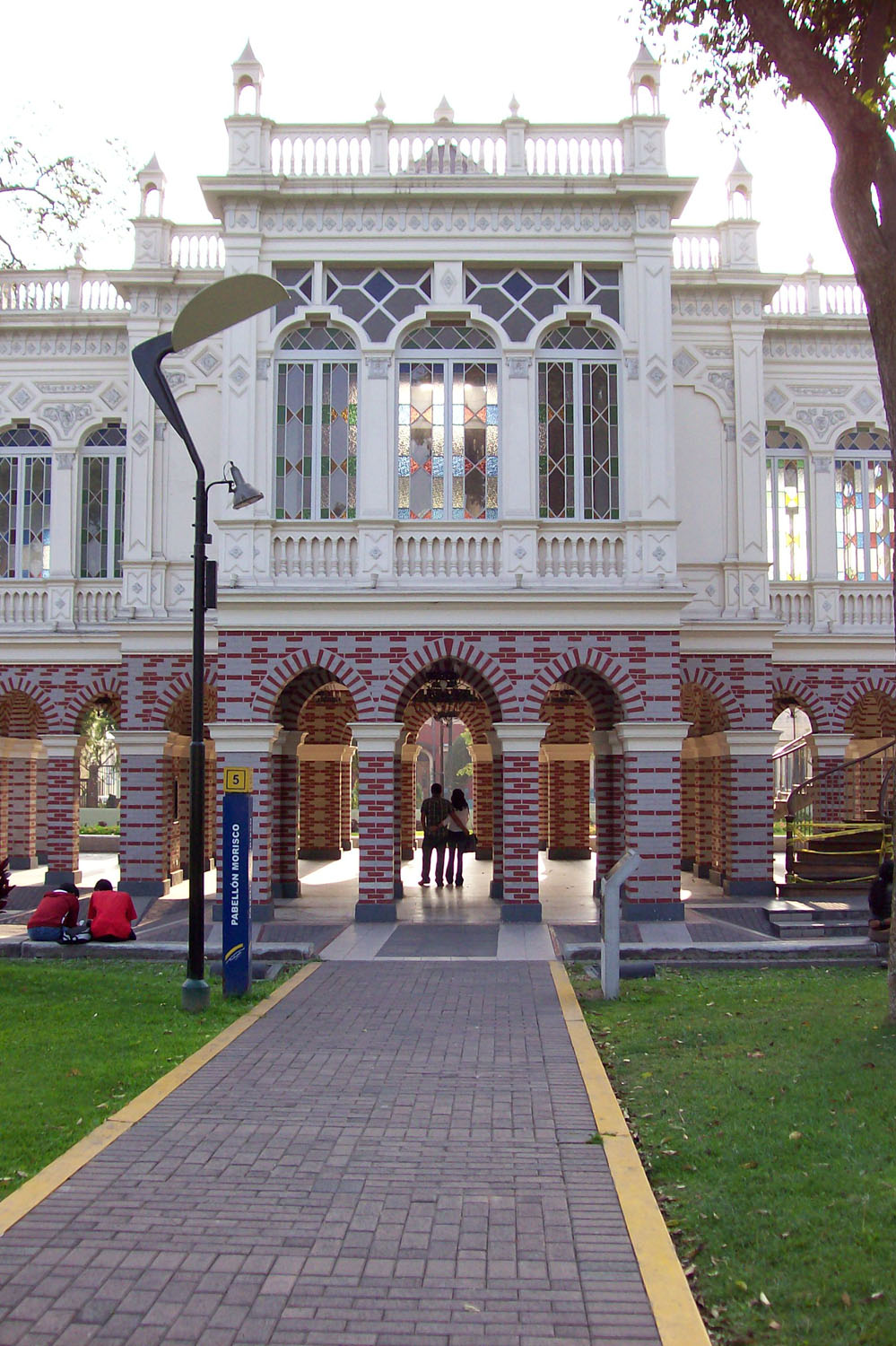
Parque de la Exposición
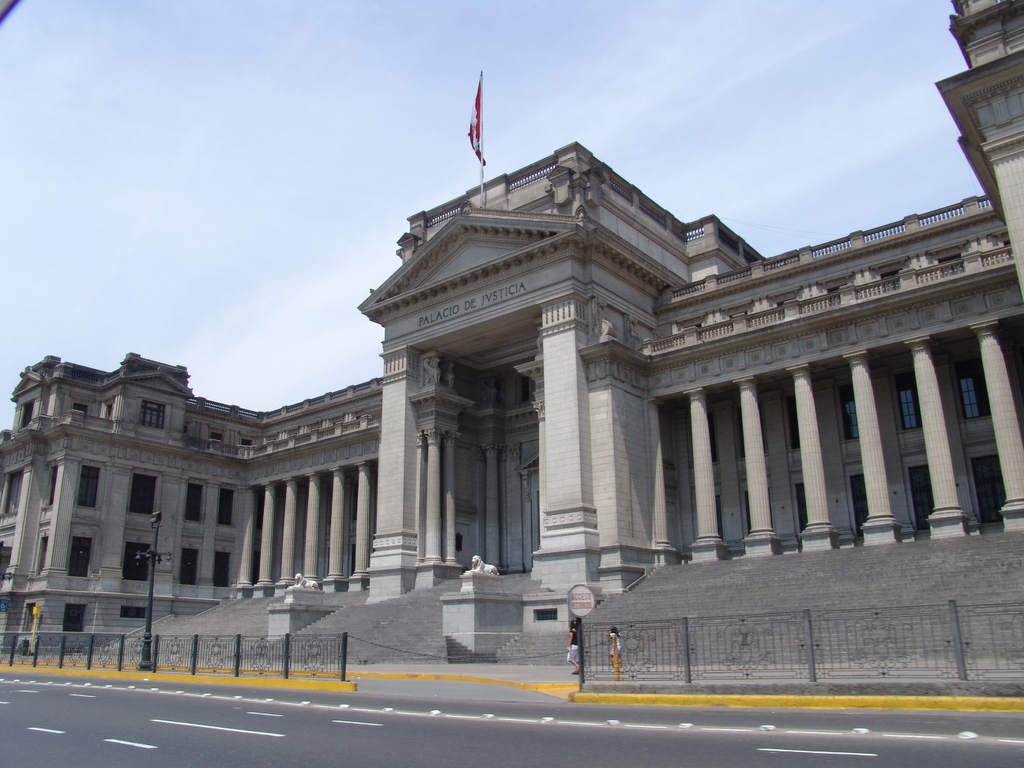
Palacio de Justicia
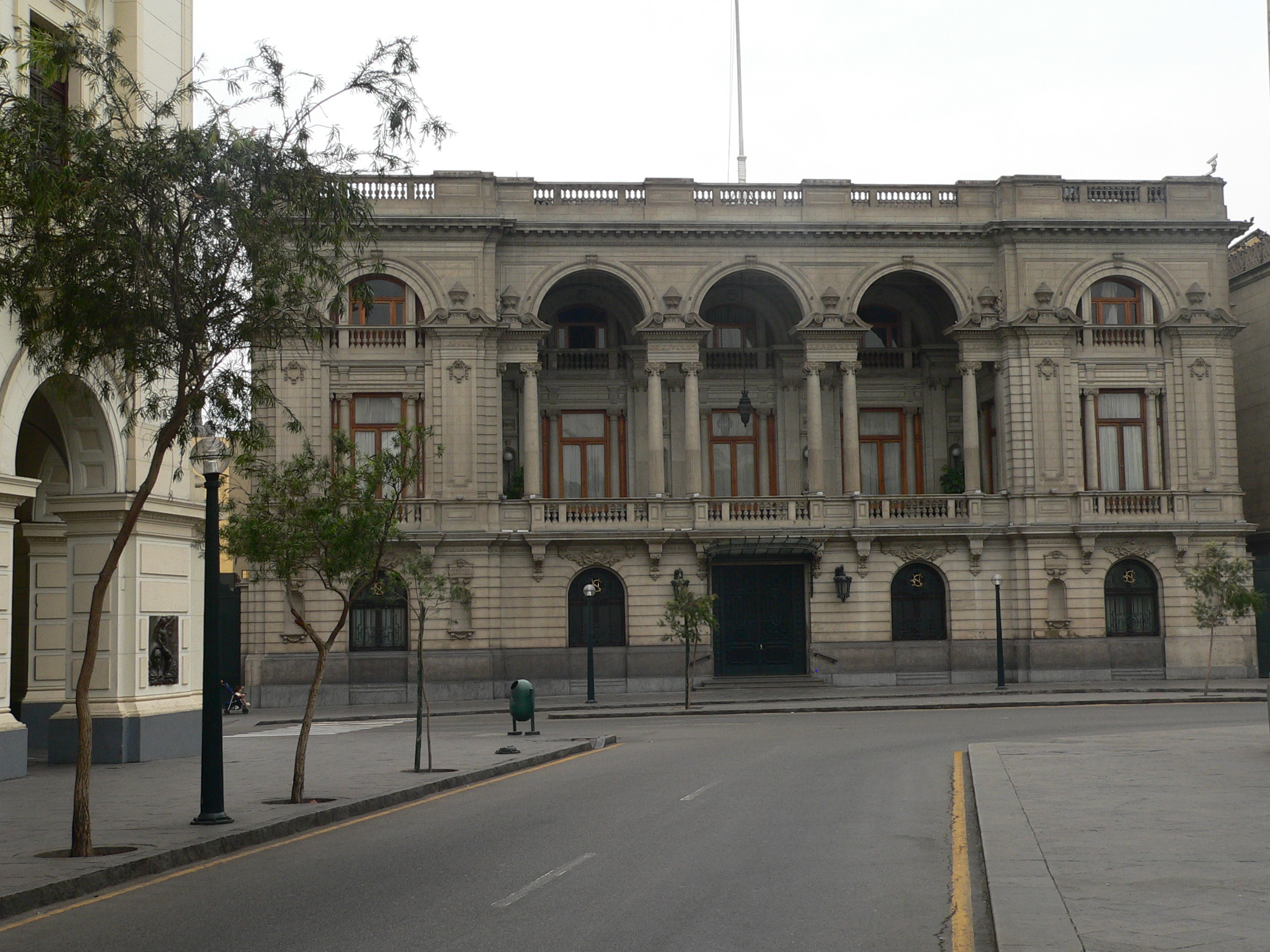
Club Nacional
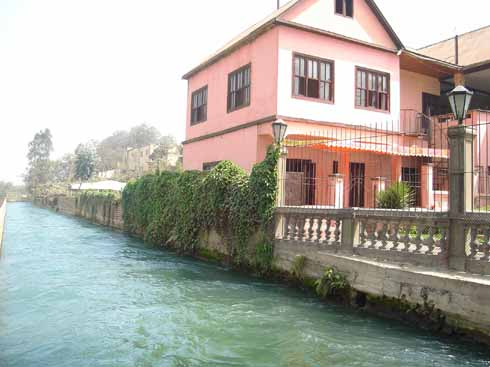
Chosica
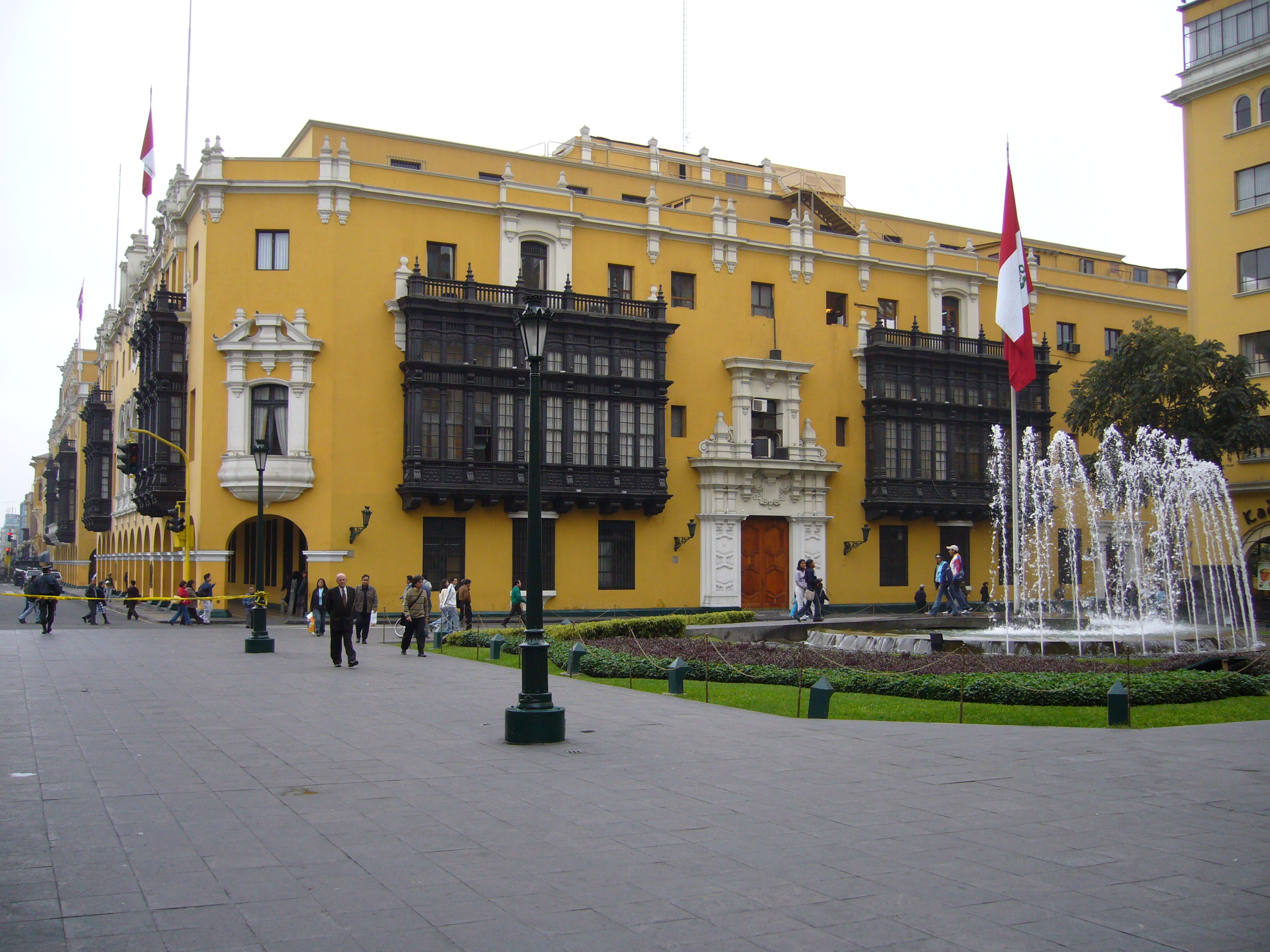
Plaza de Armas
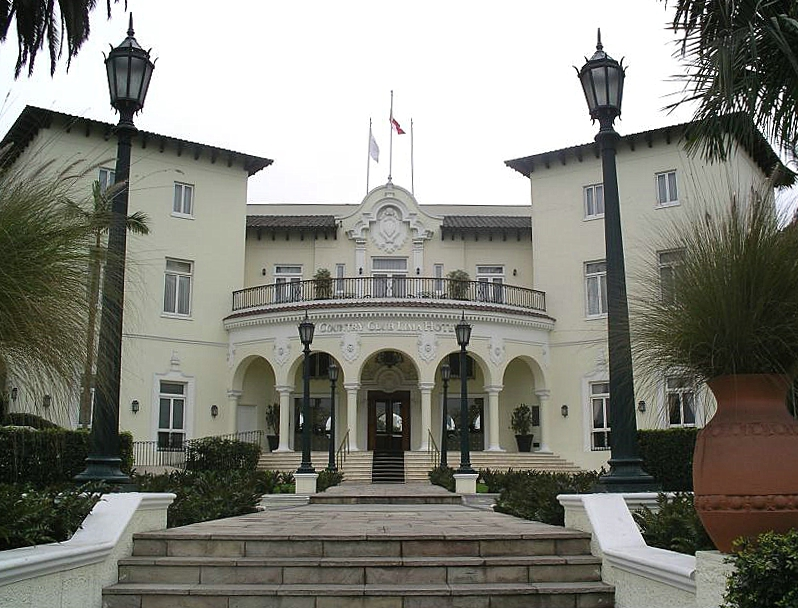
فندق كنتري كلوب

## وصلات خارجية
- الصفحة الرئيسية لمدينة ليما نسخة محفوظة 20 أبريل 1999 على موقع واي باك مشين.
- المرشدة إلى مطاعم في بيرو - مطاعم ليما
- ليما في جوغرافيا دوت كوم
- سفر ليما
- فنادق في ليما
- ليما
- المناخ في ليما
- خرائط ليما
- صورة بحجم 1.40 جيجابكسل لليما